# دانون أمريكا الشمالية
دانون أمريكا الشمالية (بالإنجليزية: Danone North America)‏ هي شركة أغذية ومشروبات معبأة للمستهلكين مقرها في وايت بلينز، نيويورك، في الولايات المتحدة، تقوم بتصنيع وتسويق وتوزيع وبيع منتجات الألبان الفاخرة ذات العلامات التجارية (بما في ذلك الزبادي )، والأطعمة والمشروبات النباتية، وكريمة القهوة، والمنتجات العضوية في جميع أنحاء أمريكا الشمالية وأوروبا. تم شراء شركة وايت ويف من قبل شركة دانون الفرنسية عام 2017  مقابل 12.5 مليار دولار، ثم تمت إعادة تسميتها إلى "دانون ويف".

## تاريخها

### التأسيس
تأسست الشركة باسم "وايت ويف فوود" عام 1977 على يد ستيف ديموس في بولدر، كولورادو، لتوسيع نطاق فول الصويا في السوق. كانت الشركة في السابق شركة تابعة لشركة Dean Foods، وتم فصلها في طرح عام أولي تم الإعلان عنه في أغسطس 2012. استحوذت شركة Dean Foods على شركة وايت ويف في مايو 2002.
استحوذت شركة وايت ويف على شركة ايرث بوند فارم، أكبر شركة لإنتاج المنتجات العضوية في أمريكا، في 2 يناير 2014، مقابل حوالي 600 مليون دولار. في سبتمبر 2014، أعلنت شركة وايت ويف أنها ستستحوذ على شركة الحلويات والمشروبات النباتية، So Delicious. أعلنت شركة وايت ويف في 31 أكتوبر 2014، أن عملية الاستحواذ على So Delicious قد اكتملت.

### استحواذ دانون
في 7 يوليو 2016، أعلنت شركة دانون الفرنسية لتصنيع الأغذية والمشروبات عن صفقة بقيمة 12.5 مليار دولار للاستحواذ على شركة وايت ويف. في 15 أغسطس، أعلنت شركة وايت ويف عن عقد اجتماع في 4 أكتوبر للتصويت على عملية الاستحواذ على دانون. أوصى مجلس إدارة شركة وايت ويف بالإجماع بقبول عرض الاستحواذ. في 31 مارس 2017، أعلنت شركة دانون أنها توصلت إلى اتفاق مع وزارة العدل الأمريكية بشأن صفقة وايت ويف مقابل 12.5 مليار دولار، حيث باعت دانون "شركتها التابعة للألبان في ستوني فيلد في الأشهر التي تلت إغلاق صفقة وايت ويف". تم الانتهاء من عملية الاستحواذ في أبريل 2017 وتم تسمية الشركة المشكلة حديثًا باسم "دانون ويف" وفي أبريل 2018 تمت إعادة تسميتها إلى "دانون أمريكا الشمالية". وهي تعمل الآن كشركة تابعة ويظل المقر الرئيسي في الولايات المتحدة في دنفر.

## العلامات التجارية
تشمل العلامات التجارية للشركة الموزعة في أمريكا الشمالية منتجات الألبان والمخازن من Horizon Organic، والأطعمة والمشروبات النباتية من Silk، وكريمة وحليب Left Field Farms، والقهوة الباردة Stok، وحليب الجوز والزبادي So Delicious، وToo Good، وكريمة ومشروبات القهوة International Delight و Land O'Lakes.   تتضمن العلامات التجارية الأوروبية للأطعمة والمشروبات النباتية من وايت ويف كل ألبرو وبروفاميل.

## روابط خارجية
قالب:دانون